# 千葉市立稲毛高等学校・附属中学校
千葉市立稲毛高等学校・附属中学校（ちばしりつ いなげ こうとうがっこう・ふぞくちゅうがっこう）は、千葉県千葉市美浜区にある公立の中学校・高等学校。併設型中高一貫制共学校で、2022年から中等教育学校へ段階的に移行している。中高共通の通称は「稲毛」（いなげ）、「稲校」（いなこう）、「市稲」（いちいな）。高等学校の通称は「稲高」（いなこう）。附属中学校の通称は「稲附」（いなふ）。中等教育学校の通称は「稲国」(いなこく)。2024年春に附属中学の生徒が高校に進学したので、附属中学生はいなくなり、中学生全員が稲毛国際中等教育学校の完全中高一貫生となった。

## 概要
千葉市立千葉高等学校に次いで2番目に設置された千葉市立の高校である。
教育課程は全日制課程で、開校時から普通科を設置していたが、1990年（平成2年）に、千葉県では初の国際教養科を設置された。2007年に、千葉県の公立高等学校では初となる併設型中学校「千葉市立稲毛高等学校附属中学校」が開校し、中高一貫教育校となった。
英語教育や国際理解教育に力を入れており、アメリカやカナダなど海外の学校との交流が盛んである。また2003年より2期6年にわたり文部科学省からスーパーイングリッシュランゲージハイスクールに指定されていた。
2022年（令和4年）から中等教育学校（仮称：千葉市立稲毛中等教育学校、千葉市立稲毛国際中等教育学校として開校）への移行が開始され、2027年完了予定。
それにともない、高校募集は2024年が最後となり、2025年からは高校から入学することができなくなる。
卒業生の渡航によるライトノベル『やはり俺の青春ラブコメはまちがっている。』で劇中の千葉市立総武高校のモデルになっている。同じくテレビアニメされた『あっちこっち』でも猫毛高等学校として稲毛高校をモデルにしたと思われる学校が登場する。

## 沿革

### 年表
- 1978年（昭和53年） - 4月1日、「千葉市立第二高等学校」（仮称）開設準備室発足。5月29日、校舎建設のための杭打ち。校舎敷地の形に地縄が張られた（この日を創立記念日とする）。11月22日、千葉市教育委員会で「千葉市立稲毛高等学校」の校名を決定。12月22日、千葉県教育委員会で「千葉市立稲毛高等学校」設置を認可される
- 1979年 - 4月17日、開校式。第1期入学式を挙行
- 1980年 - 3月12日、校歌制定
- 1990年（平成2年） - 4月1日、国際教養科設置
- 2003年 - 文部科学省スーパー・イングリッシュ・ランゲージ・ハイスクール（SELHi）研究開発指定校（3年間、2006年に再指定）
- 2007年 - 4月9日、附属中学校開校式、第1期入学式を挙行
- 2022年（令和4年） - 4月、中等教育学校である千葉市立稲毛国際中等教育学校開校・移行開始予定
- 2024年 - 2024年度入学者の選抜を最後に、高等学校の募集を停止予定
- 2027年 - 4月、中等教育学校への移行完了予定

（年表の主な出典は公式サイト沿革のページ

## 基礎データ

### 通学区域
- 高等学校普通科 - 千葉市域
- 高等学校国際教養科 - 全県
- 附属中学校 - 千葉市域

### 校名の英語表記
高等学校：Chiba Municipal Inage Senior High School
附属中学校：Chiba Municipal Inage Senior High School Affiliated Junior High School
国際中等教育学校：Chiba Municipal Inage international secondaryschool 

### アクセス
- JR京葉線稲毛海岸駅 徒歩15分
- 千葉海浜交通「稲毛高校」停留所

### 象徴
校訓
校訓は、「真摯・明朗・高潔」。校歌の歌詞に取り入れられているほか、生徒通用門のレリーフに刻まれている。また、第二特別教室棟の玄関付近に、英語版のレリーフが設置されている。
校章
校章は、千葉市の市章である「月星」を背景とし、高校は「髙」、中学は「中」の文字が中心に配されている。またいなげの浜をイメージした「波頭」と、稲毛の台地の「松」をイメージした紋も組み合わされている。

## 学校行事
高校
- 4月 - 入学式、校外学習

校外学習の行き先は、1年生は横浜、2年生は鎌倉、3年生は東京方面である。
- 6月 - 陸上競技大会（2017年度より11月に実施）

千葉県総合スポーツセンター陸上競技場で開催されていた。梅雨の時季にもかかわらず、今まで一度も中止されなかった行事である。
なお、2019年度より廃止に伴い体育祭（秋実施）へ変更。
- 7月 - 飛翔祭

7月上旬に2日間の日程で行われ、2日目は一般公開日となっている。
- 8月 - 海外語学研修（2年普通科外進生希望者）
- 10月 - 修学旅行（2年普通科外進生）、海外語学研修（2年普通科内進生）

修学旅行は3泊4日の日程で関西方面を訪れる。
海外語学研修は、普通科内進生は約2週間の日程でオーストラリア、国際教養科は同様の日程でアメリカとカナダにて交流校の訪問やホームステイなどを通して異文化体験を行う。
- 12月 - 異文化理解講座、英語合宿（1年 ※普通科外進生は希望者のみ）

異文化理解講座では海外語学研修参加者による発表が行われる。
英語合宿は2泊3日の日程で、福島県のブリティッシュヒルズにて行われる。
- 2月 - マラソン大会

稲毛海浜公園で実施。男子は8km、女子は6kmを走る。
- 3月 - 卒業式

中学
- 4月 - 入学式、スタートアップセミナー（1年）

スタートアップセミナーは入学直後に、1泊2日の日程で千葉市少年自然の家にて行われる。
- 6月 - 職場体験（2年）
- 7月 - 飛翔祭、部活動壮行会
- 10月 - 自然教室（2年）、修学旅行（3年）

3年生の修学旅行は高校2年生と同様に3泊4日の日程で関西方面を訪れる。
- 1月 - 百人一首大会
- 2月 - マラソン大会
- 3月 - 予餞会、卒業式

## 学校施設
校舎は船をイメージして建設されたものであるが、改修等によりその形状は若干崩れてしまっている。4万冊を超える蔵書のある図書館や合宿所である朋友館、英語の授業のために設置された第二特別教室棟がある。
2009年公開の映画『20世紀少年 第2章 最後の希望』にて、主人公・カンナが通っている、東京都立新大久保高等学校のロケ地として使用された。

## 部活動

### 諸活動
高校
- 硬式野球部
- サッカー部
- ラグビー部
- 陸上競技部
- 硬式テニス部
- ソフトテニス部
- バドミントン部
- ソフトボール部
- バレーボール部
- バスケットボール部
- 柔道部
- 剣道部
- 卓球部
- ヨット部 - ヨット部のある県内3高等学校のうちの1つ
- 水泳部
- ダンスドリル部 - 全国高等学校ダンスドリル選手権大会2010 POM部門Large編成第1位
- 吹奏楽部 - 2014年から2018年5年連続で日本管楽合奏コンテストに出場しており、2017年には高等学校 B部門において審査員特別賞を受賞している。
- 弦楽オーケストラ部
- ESS部 - フライデーとディベートの2セクション制を採用。ディベートは2018年の全国高校生英語ディベート大会第3位
- 演劇部
- 合唱部
- 書道部
- 華道部
- 茶道部
- 放送部
- 文芸部
- 美術部
- 工芸部
- 天文部
- 写真部
- 生物部
- 家庭科同好会
- ボランティア同好会
- 軽音楽同好会

中学
ほとんどの文化系部活動は高等学校と合同で活動。
- 軟式野球部
- サッカー部
- ラグビー部
- 陸上競技部
- ソフトテニス部
- バレーボール部
- バスケットボール部
- 柔道部
- 剣道部
- 卓球部
- ヨット部 - ヨット部のある県内2中学校のうちの1つ
- 吹奏楽部
- 弦楽オーケストラ部
- ESS部
- 書道部
- 華道部
- 茶道部
- 美術部
- 工芸部

## 高校関係者と組織

### 関連団体
- 千葉市立稲毛高校同窓会 - 同窓会。固有の団体名は無し。

### 高校関係者一覧
経済
- 垣本祐作 - ドットライングループ代表取締役 兼 グループCEO[6]
- 武井信也 - MARSFLAG代表取締役 兼 CEO

文芸
- 宮田健吾 - 演出家、脚本家[7]
- 矢板明夫 - 産経新聞記者。中華民国（台湾）台北支局長
- 渡航 - ライトノベル作家。『やはり俺の青春ラブコメはまちがっている。』など

芸能
- 入山杏奈 - 女優、元AKB48メンバー[8][9]
- オコチャ - お笑いタレント[10]
- 小島よしお - お笑いタレント[8][11]
- 小林廣輝 - 元TBSアナウンサー[12]
- 高橋涼子 - シンガーソングライター[13]
- つの丸 - 漫画家[8]
- 松木圭介 - MBCアナウンサー[14]
- 藤田太郎 - イントロマエストロ[15]

スポーツ
- 吉田良平 - 元ラグビー選手（東芝ブレイブルーパス[16]）

## 校舎の改装
2023年12月より、同校では校舎の大規模改修工事を行っている。高校ではグラウンドでプレハブの校舎で、中等では、旧高洲第二中学校で、それぞれ授業を行っている。なお、改修工事は2024年12月に終了する予定である。